# Pennantia
Pennantia — єдиний рід рослин родини Pennantiaceae. У старих класифікаціях його відносили до родини Icacinaceae. Є 3–4 види залежно від того, чи визнали вони Pennantia baylisiana окремим видом від Pennantia endlicheri. Ботанік британського походження Девід Мабберлі визнав два види.
Види невеликі та середні, іноді багатостовбурні дерева. Листки чергові, шкірясті, з цільними або іноді зубчастими краями. Суцвіття кінцеві, а квітки функціонально одностатеві; види більш-менш дводомні.

## Види
- Pennantia corymbosa J.R.Forst. & G.Forst. — Нова Зеландія
- Pennantia cunninghamii Miers — Новий Південний Уельс, Квінсленд
- Pennantia endlicheri Reissek — Нова Зеландія